# Vârful King (Utah)
Vârful [lui] King sau Piscul [lui] King (în engleză Kings Peak, deși corect ar fi fost King's Peak) este un pisc cu altitudinea de 4.123 m, punctul cel mai înalt din statul Utah, Statele Unite ale Americii. Muntele a fost denumit după geologul și alpinistul american Clarence King, întâiul dintre directorii agenției guvernamentale științifice americane de explorare și prospectare United States Geological Survey (bine cunoscută și sub acronimul USGS).

## A se vedea și
- Vârfuri de peste 4.000 de metri din America de Nord
- Liste de extreme din Statele Unite ale Americii